# Rhacocleis insularis
Rhacocleis insularis är en insektsart som beskrevs av Willy Adolf Theodor Ramme 1928. Rhacocleis insularis ingår i släktet Rhacocleis och familjen vårtbitare. Inga underarter finns listade i Catalogue of Life.